# Kølkær
Kølkær is een plaats in de Deense regio Midden-Jutland, gemeente Herning, en telt 570 inwoners (2008).